# Юг штата Баия (мезорегион)

Юг штата Баия на карте.

Юг штата Баия (порт. Mesorregião do Sul Baiano) — административно-статистический мезорегион в Бразилии, входит в штат Баия. Население составляет 2 011 740 человек (на 2010 год). Площадь — 54 702,401 км². Плотность населения — 36,78 чел./км².

## Демография
Согласно сведениям, собранным в ходе переписи 2010 г. Национальным институтом географии и статистики (IBGE), население мезорегиона составляет:
| Полное население                            | Полное население                            | Полное население                            | Полное население                            | 2 011 740 |
| ------------------------------------------- | ------------------------------------------- | ------------------------------------------- | ------------------------------------------- | --------- |
| в том числе:                                | Городское население                         | 1 517 119                                   | Процент городского населения, %             | 75,41     |
|                                             | Сельское население                          | 494 621                                     | Процент сельского населения, %              | 24,59     |
|                                             | Мужское население                           | 1 003 612                                   | Процент мужского населения, %               | 49,89     |
|                                             | Женское население                           | 1 008 128                                   | Процент женского населения, %               | 50,11     |
| Плотность населения, чел/км²                | Плотность населения, чел/км²                | Плотность населения, чел/км²                | Плотность населения, чел/км²                | 36,78     |
| Население мезорегиона в % к населению штата | Население мезорегиона в % к населению штата | Население мезорегиона в % к населению штата | Население мезорегиона в % к населению штата | 14,35     |

## Статистика
- Валовой внутренний продукт на 2003 год составляет 8 516 111 154,00 реалов (данные: Бразильский институт географии и статистики).
- Валовой внутренний продукт на душу населения на 2003 год составляет 4251,23 реалов (данные: Бразильский институт географии и статистики).
- Индекс развития человеческого потенциала на 2000 год составляет 0,665 (данные: Программа развития ООН).

## Состав мезорегиона
В мезорегион входят следующие микрорегионы:
1. Ильеус-Итабуна
2. Порту-Сегуру
3. Валенса